# Jeremy Ashkenas
Jeremy Ashkenas est un développeur informatique américain. Il est célèbre pour avoir créé le langage de programmation CoffeeScript ainsi que les bibliothèques JavaScript : Backbone.js et Underscore.js,,.